# Okita Sōji
Okita Sōji (jap. 沖田 総司; * 1842 oder 1844; † 19. Juli 1868) war Kapitän des ersten Korps der Shinsengumi, einer polizeilichen Schutztruppe, die in Kyōto während der Edo-Zeit aktiv war.

## Biografie

### Familiärer Hintergrund
Okita wurde entweder 1842 oder 1844 in einer Samurai-Familie des niedereren Adelsstandes in der Edo-Residenz der Familie Abe, den Daimyōs von Shirakawa in der Provinz Mutsu, geboren. Sein Kindheitsname war Sōjirō (宗次郎) und sein Klanname Fujiwara. Sein Urgroßvater und Großvater waren Okita Kan’emon († 1819) und Okita Sanshirō († 1833). Sein Vater war Okita Katsujirō, der 1845 starb, seine Mutter ist ebenfalls sehr früh verstorben. Er hatte zwei Schwestern, Okita Mitsu (1833–1907) und Okita Kin (1836–1908).
Als Okitas ältere Schwester Mitsu 1846 den adoptierten Sohn der Okita-Familie, Okita Rintarō (1826–1883), heiraten wollte, wurde sie dazu dem Namen nach die Adoptivtochter Kondō Shūsukes. Dieser war das dritte Oberhaupt der Tennen-Rishin-Ryū-Schwertkampfschule und der Adoptivvater Shimazaki Katsutas, der sich später in Kondō Isami umbenennen sollte.
Im Shieikan-Dōjō begann Okita Sōji im Alter von neun Jahren sein Training, konnte schon mit 15 Jahren seine Ausbildung beenden und im Alter von 18 Jahren Meister des Kenjutsu (menkyō kaiden) werden. 1861 wurde Okita Cheftrainer (塾頭) im Shieikan. Auch wenn er von seinen Freunden als ehrlich, höflich und gutmütig eingeschätzt wurde, soll er ein sehr aufbrausender und strenger Lehrer gewesen sein, weshalb er gefürchteter als Kondō Isami war.
Yagi Tamesaburō und Satō Shun'sen beschreiben Okita als einen großen, dunklen und dünnen Mann mit hohen Wangenknochen, einem großen Mund und einem eher flachen Gesicht. Außerdem war er als ein Mann bekannt, der viel lächelte und lachte, aber nicht sehr gesprächig war.

### Shinsengumi
Zusammen mit seinem Lehrer Kondō, dessen Freund Hijikata Toshizō sowie anderen Mitgliedern des Dōjōs schloss sich Okita, der sich kurz vorher in Okita Kaneyoshi (沖田 房良) umbenannte, 1863 der Samurai-Miliz Rōshigumi in Kyōto an, die später zur Shinsengumi wurde. Dort wurde er Gründungsmitglied und Assistent des Vize-Kommandeurs Fukuchō Jōkin. Mit anderen Shieikan-Mitglieder war er an der Ermordung des Kommandeurs Serizawa Kamo und des Shinsengumi-Mitglieds Uchiyama Hikojirō beteiligt.
Okita wurde zusammen mit Saitō Hajime und Nagakura Shinpachi als der stärkste Kämpfer der Truppe angesehen. Er war der Zweitjüngste, während Tōdō Heisuke der Jüngste war. Er konnte meisterhaft mit dem Katana, Bokken und dem Shinai umgehen. Okita soll ein berühmtes Schwert, das den Namen Kikuichi-monji trug, geführt haben. Möglich ist auch, dass er ein Paar Kaga Kiyomitsu, also ein Katana und ein Wakizashi, sein Eigen nannte, sowie ein Yamashiro Kunikiyo, das möglicherweise für das Kikuichi-monji gehalten wurde.
Seine bekannteste Schwerttechnik nannte sich Sandantsuki oder auch Mumyo-ken, was übersetzt so viel wie „3-Teil-Stich“ heißt. Mit dieser Technik werden mit dem Schwert schnell hintereinander der Nacken sowie die linke und rechte Schulter getroffen. Die Technik wurde aus der Hirazuki-Technik von Hijikata Toshizō entwickelt.
Basierend auf dem Roman von Shiba Ryōtarō glauben viele, dass es ein fast brüderliches Verhältnis zwischen Hijikata und Okita gegeben haben soll. Wahr ist jedoch, dass dieses Verhältnis zu Yamanami Keisuke bestanden hat, während noch nicht einmal sicher ist, ob Okita und Hijikata sich überhaupt gemocht haben. Daher war Yamanamis Seppuku 1865, bei dem Okita ihm sekundiert hat, sehr schmerzlich für ihn.
1865 wurde er der Führer des ersten Korps und auch Kenjutsu-Trainer. Im selben Jahr wurde er von Kondō Isami, der nach Kondō Shusuke zum vierten Oberhaupt geworden war, zum fünften Oberhaupt der Tennen-Rishin-Ryū-Schwertschule ernannt.
Okita Sōji erkrankte schon frühzeitig an Tuberkulose. Gerüchten zufolge soll die Krankheit erst entdeckt worden sein, als er beim Ikedaya-Zwischenfall Blut zu spucken begann und ohnmächtig wurde. Andere Quellen sagen, dass die Krankheit erst später ausbrach. Beide Möglichkeiten wären denkbar, da Tuberkulose innerhalb von Wochen tötet, aber auch sehr langsam voranschreiten kann. Vom Ausbruch der Krankheit sollen nur der Kommandeur und die Vize-Kommandeure gewusst haben. Die Information wurde nicht der ganzen Shinsengumi zugänglich gemacht, da die Krankheit hoch ansteckend ist und die Moral der Truppe nicht untergraben werden sollte. Korpsführer Nagakura hat des Öfteren auch den ersten Korps mit angeführt, da Okita aus Krankheitsgründen häufig ausgefallen sein soll.

### Tod
Während des Boshin-Kriegs, der das Ende der Shinsengumi bedeutete, nach der Schlacht von Toba-Fushimi, begab sich Okita Sōji in Matsumoto Ryōjuns Krankenhaus in Edo. Danach zog er zusammen mit seiner Schwester Mitsu, seinem Schwager Rintarō und deren Kindern in ein Gasthaus um. Als die Shinsengumi sich in die Tōhoku-Region zurückzog, blieb er in Edo zurück. Er betrieb aber regelmäßige Korrespondenzen mit Kondō. Als dieser infolge der Verfolgungen durch die Meiji-Regierung hingerichtet wurde, wagte es niemand Okita von dessen Tod zu berichten.
Er verstarb am 19. Juli 1868 an den Folgen der Krankheit. Seine Asche wurde im Tempel Senshōji in Roppongi (Tokio) begraben. Sein Grab kann nicht besichtigt werden.
Die Information, dass Okita im Alter von 25 Jahren gestorben sein soll, basiert auf zwei Theorien. Die erste geht davon aus, er sei 1844 geboren und daher nach ostasiatischer Altersbestimmung 25 Jahre alt geworden, wenn er 1868 gestorben ist. Hierbei geht man davon aus, dass Neugeborene ein Jahr alt sind und man jeweils am Neujahrstag und nicht am Geburtstag ein Jahr älter wird. Die zweite und weniger bekannte besagt, dass er vor dem 19. Juli 1842 geboren wurde und daher nach westlichen Standards 25 sein musste, da er 1868 starb.

## Okita in Literatur und Film
In der Fiktion wird Okita meist als junger, sehr feminin wirkender und fröhlicher Mann dargestellt.
Romane
Bekannt sind die Romane Shinsengumi Keppūroku und Moeyo Ken von Shiba Ryōtarō, wobei ersterer 1965, 1998 und 2011 als Fernsehdrama-Serie umgesetzt wurde, und letzterer 1966 und 1970 als Fernsehserie und 1966 als Kinofilm.
Manga
Okita wird in verschiedenen Manga-Serien dargestellt. In Nobuhiro Watsukis Kenshin wird er namentlich nur kurz erwähnt wird, aber die Figur des Seta Sōjiro trägt seine Züge. In Nanae Chronos Peace Maker Kurogane hat Okita eine Hauptrolle, ebenso in dem Manga Kaze Hikaru, wo er ein Mädchen trainiert, damit sie ihre Familie rächen kann. In Mutsu Enmeiryū Gaiden: Shura no Toki wird ein fiktionaler letzter Kampf Okitas mit einem Krieger aus dem Mutsu-Clan gezeigt, bevor er seiner Krankheit erliegt. Ebenfalls um die letzten Tage seiner Krankheit geht es in Makoto Yukimuras One-Shot Sayōnara ga Chikai node von 2004. Außerdem taucht er in Gintama auf. Außerdem taucht er in Shūmatsu no Valkyrie auf.
Anime
Neben den Anime-Adaption von vorher genannten Manga taucht Okita in einer Episode des Animes Ghost Sweeper Mikami auf, wo er als ein blutrünstiger Verrückter dargestellt wird. Die Figur Ukyo Tachibana aus dem Anime Samurai Shodown trägt seine Züge. In Bakumatsu Kikansetsu Irohanihoheto wird Okitas Tod fiktiv ausgeschmückt dargestellt. In den Hakuōki-Otome-Spielen ist er Charakter einer der möglichen Routen und demnach in den Anime-Adaptionen eine der männlichen Hauptfiguren.
Film
Okita wird in dem Film Gohatto erwähnt und Tatsuya Fujiwara stellt ihn im 2004 ausgestrahlten Fernsehdrama Shinsengumi! dar.